# Брітт Вудман
Брітт Бі́нгем Ву́дман (англ. Britt Bingham Woodman; 4 червня 1920, Лос-Анджелес, Каліфорнія — 13 жовтня 2000, Гоуторн, Каліфорнія) — американський джазовий тромбоніст. Працював з Дюком Еллінгтоном і Чарльзом Мінгусом.

## Біографія
Народився 4 червня 1920 року в Лос-Анджелесі (штат Каліфорнія). Виховувався у музичній родині. Грав на фортепіано, тромбоні, тенор-саксофоні та кларнеті зі своїма братами у сімейному гурті (1937—39). Працював з Філом Муром (1938), Лесом Гайтом (1939—42). Проходив службу в армії (1942—46), грав з Бойдом Рейбердом (1946), потім з Едді Гейвудом і Лайонелом Гемптоном (1946—47).
Навчався у Вестлейкському коледжі у Лос-Анджелесі (1948—50). У 1951 році замінив Лоуренса Брауна в окрестрі Дюка Еллінгтона, в якому залишався до 1960 року. Грав з Чарльзом Мінгусом (1961, 1966), Квінсі Джонсом, Джонні Річардсоном і Чіко Гемільтоном (1963), секстетом Бенні Гудмена (1967).
У 1960-х також грав у декількох бродвейських шоу і деякий час працював з Олівером Нельсоном, Ерні Вілкінсом і Лайонелом Гемптоном. У 1970 році повернувся до Каліфорнії; грав з Біллом Беррі, Тосіко Акійосі-Лью Табакіном, Френкі Кеппом-Нетом Пірсом, Нільсоном Ріддлом, гастролював по Японії з Бенні Картером (1977—78). У 1980-х повернувся до Нью-Йорка; займався студійною роботою.
Помер 13 жовтня 2000 року в Гоуторні (штата Каліфорнія) у віці 80 років.